# Leiomyza scatophagina
Leiomyza scatophagina is een vliegensoort uit de familie van de Asteiidae. De wetenschappelijke naam van de soort is voor het eerst geldig gepubliceerd in 1823 door Fallen.